# 馬隆
馬 隆（ば りゅう、? - ?）は、中国三国時代から西晋の軍人。魏・西晋に仕えた。字は孝興。兗州東平国の人。異民族討伐に大いに功績を挙げた。晋書に伝がある。

## 経歴

### 若き日
幼い頃から智勇に優れ、名誉と節義に則った行動をとることを好んだという。
嘉平元年（249年）、令狐愚は王淩とともに謀反の計画を立てたが、嘉平3年（251年）に計画が露見し、令狐愚の墓は暴かれ遺体は市場で晒された。遺体は長らく放置され、誰も引き取ろうとするものはいなかった。しかし、当時兗州の武吏であった馬隆は、自身が令狐愚の食客だったと偽り称し、私財を投じて令狐愚の遺体を改めて埋葬した。その後、3年間喪に服して墓に松や柏を植え、喪が明けると家へ戻った。
泰始5年（269年）、司馬炎（武帝）は呉を討伐するに当たり、各州郡に向けて勇壮で異才のある者や、才力の傑出している者を推挙するよう詔勅を下した。そんな中、馬隆は才能があり良将として申し分ないとされ、兗州から推挙された。馬隆は程なくして司馬督に昇進した。

### 涼州を平定
予てより司馬昭から諸葛亮の用兵術（八陣図）の回収を命ぜられていた陳勰は263年の征蜀の折に用兵術を完全に暗記し、用兵術の全てが晋の近衛軍に承継され、その一部である車蒙陣(対騎兵戦術)が馬隆に承継された。諸葛の遺した兵書は鍾会・姜維謀叛未遂事件を勘案した陳勰の手で破棄され、八陣図は晋の時代に散逸して現存しない。
咸寧4年（278年）1月、鮮卑の禿髪樹機能が晋に反逆し、涼州を制圧した。涼州刺史の楊欣が鎮圧に当たったとき、馬隆が「涼州刺史楊欣は羌・戎の和を失しており、必ず敗れるでしょう」と上言すると、果たしてその通りとなった。
咸寧5年（279年）1月、司馬炎が朝議の中で、異民族を討伐し涼州を奪還できる人物を募ったが、朝臣たちは誰一人として応えることが出来ずにいた。唯一人、馬隆だけが進み出て「陛下が私を用いられるのなら、速やかに平定してみせます」と述べた。このため司馬炎がどういう方略を用いるのか問うと、馬隆は「私に勇士を三千人、出身・身分を問わずに集めさせてください。これを率いて、太鼓を鳴らし堂々と西へ進軍し、陛下の威徳を称えたなら、異民族どもを容易に滅ぼすことができるでしょう」と述べた。司馬炎はこれを聞き入れ、馬隆を武威太守とした。高官たちが皆これに反対し、馬隆の作戦が「道理に合っておらず聞き入れるべきでない」といったが、司馬炎は取り合わなかった。
馬隆は36鈞の弩、4鈞の弓を引ける者に限って集め、標的を立てて試射させ、3500人の兵を得た。また、馬隆は武具を選ぶため自ら武庫へ赴いたが、武庫令が朽ちた武具しか支給しなかったため口論になってしまい、御史中丞から弾劾された。馬隆が司馬炎に実情を訴えると、司馬炎はこれを聞き入れ、さらに3年分の軍資を支給した。
11月、馬隆は軍備を整えると温水を西に渡り、山区に入った。禿髪樹機能は、馬隆が攻めて来たのを知ると数万人を率い、一部には要害に籠って馬隆の前方を塞がせ、もう一部には伏兵を設けて馬隆の後方を遮らせた。馬隆は山路が狹隘である事を利用し八陣図の「車蒙陣」に則り、偏箱車（一側面に板を立て、盾とした車であると思われる。）を建造し、鹿角車（前面に戈、戟を配した兵車）で陣営の外側を廻らせ、狭い道では木の屋根を作って車の上にかけ、前進しつつ戦った。弓矢の届くところでは、倒れぬ敵兵は一人としていなかったという。また、隙をついて奇謀を用い、敵の不意をついて出没した。禿髪樹機能の軍が兵も馬も鉄甲で武装していたため、馬隆は大量の磁鉄鉱（天然の永久磁石）を用いて足止めを行ない、敵の進軍を阻んだ。馬隆の兵がみな犀皮の鎧を着ており、磁場に妨げられず進軍できたため、禿髪樹機能の軍は馬隆のことを神のようだと思ったという。馬隆は千里余りに渡って行軍し、数多の敵兵を殺傷した。
馬隆が西へ進軍してからというもの、朝廷には一切報せが入ってこなかったため、ある者はもう馬隆が死んだのではないかといった。その後、馬隆の使者が夜に到着すると、その活躍ぶりを聞いた司馬炎は大層喜んだ。翌朝、司馬炎は群臣を召し出し「もし卿らの進言に従い馬隆を罷免していれば、秦州・涼州の地は我らの手になかったであろう」と述べ、馬隆に仮節を与え、宣威将軍に任じた。
馬隆は遠くまで転戦を続け、武威郡に到着した頃には殺したり降伏した者の数が万を数えていた。ついには、部族長の猝跋韓・且万能らは１万人の部下とともに降伏してきた。12月、馬隆は彼らを率いて禿髪樹機能の軍を襲撃し、散々に打ち破った。禿髪樹機能は敗走した後、部下の没骨能によって殺害されたという。この結果、涼州は平定された。
司馬炎は馬隆が少数の兵でもって困難を顧みずに奮戦し、危険を冒してよく成し遂げたことを高く評価し、赤幢・曲蓋・鼓吹を与えた。

### 西平を治める
太康元年（280年）、朝廷は西平郡が荒廃していたので、これを復興させるため馬隆を平虜護軍・西平太守に任命し、精兵を率いさせ、さらに牙門の一軍を与え、西平郡に駐屯させた。当時、西平郡の南に割拠していた異民族の成奚が、いつも辺境の煩いとなっていた。馬隆は到着すると軍を率いて討伐に当たった。異民族が険阻な地に拠って防戦すると、馬隆は部下の将兵に農具を持たせ田を耕させた。このため異民族は、馬隆に討伐する気がないと思ったのか、守備の兵が次第に油断し始めたという。馬隆は異民族に備えがないのを見てとると、一挙に進軍してこれを撃破した。馬隆が西平郡を治めていた間、異民族は一切侵入しようとしなかったという。

### その後
太熙元年（290年）、馬隆は奉高県侯に封じられ、東羌校尉を加えられた。十年余りが経つと、その威信は隴右に聞こえわたるようになった。しかし当時、略陽太守であった厳舒は、馬隆の地位に取って代わろうと謀った。厳舒は、西晋において当時大権を握っていた楊駿と親しかったため、楊駿に対し「馬隆は年老いており、異民族を服従させるには不安がある」と通告した。このため馬隆は召し返され、代わって厳舒が後任として軍務に就くことになった。すると氐族・羌族が集結し、民衆は驚き恐れることとなった。朝廷は関中・隴の地が再び乱れるのを恐れ、厳舒を免官し馬隆を復職させた。その後、馬隆は死ぬまで隴右を治め続けたという。

## 評価
『李衛公問対』の中で、李靖は「偏箱車や鹿角車などを用いて守りを固めることは、用兵の大事な基本であります。これにより、第一に自軍の戦力を保ち、第二に敵の進軍を阻み、第三に自軍の隊列が乱れるのを防ぎます。これらは互いに補完しあっており、これを用いた馬隆は、古人の兵法というものを真に理解していたのでしょう。」と述べた。